# B
B或者b为ISO基本拉丁字母的第二个字母。它在英语中的名称为bee（读音为/ˈbiː/），复数为bees。B在英文中表示濁雙唇塞音，但在一些其他语言中表示另外的双唇音。

## 历史
| 埃及圣书体 Pr               | 腓尼基字母 Bet  | 希腊字母 Β | 伊特拉斯坎字母 B | 拉丁字母 B | 卢恩文 beorc |
| --------------------------- | --------------- | ---------- | ---------------- | ---------- | ------------ |
| Egyptian hieroglyphic house | Phoenician beth | Greek beta | Etruscan B       | Latin B    | Runic B      |

| 安色尔体 B | 岛体 B    | 哥特体 B      | 西文粗体 B | 现代拉丁字母 B | 現代手稿體 B    |
| ---------- | --------- | ------------- | ---------- | -------------- | --------------- |
| Uncial B   | Insular b | Blackletter b | Antiqua B  | Roman B & b    | Modern Script B |

古英语最初使用卢恩文书写，B在其中的对应字母为beorc ⟨⟩，意为“桦树”。beorc至少可追溯至二世纪的埃尔德弗萨克文，目前认为其源自古意大利字母'⟨  ⟩并直接由之派生或经由拉丁字母⟨⟩间接派生。
安色尔体⟨⟩和半安色尔体 ⟨⟩由格列高列和爱尔兰传教运动引入并逐渐发展为岛体⟨⟩。这些古英语拉丁字母取代了在11世纪初于克努特大帝的统治下被完全禁止的早期卢恩文。诺曼征服使卡洛林半安色尔体被推广并发展为哥特体⟨  ⟩。1300年左右，字母大小写的区分逐渐明显，大写和小写B具有不同含义。随着印刷术在15世纪的出现，神圣罗马帝国（德意志）及斯堪的纳维亚继续使用哥特体（尤其是德文尖角体），但英格兰最终采用了文艺复兴时期从意大利由罗马铭文和加洛林文字的结合发展出的Humanist minuscule和西文粗体字母。现代的英文手写体B在17世纪被发展出。

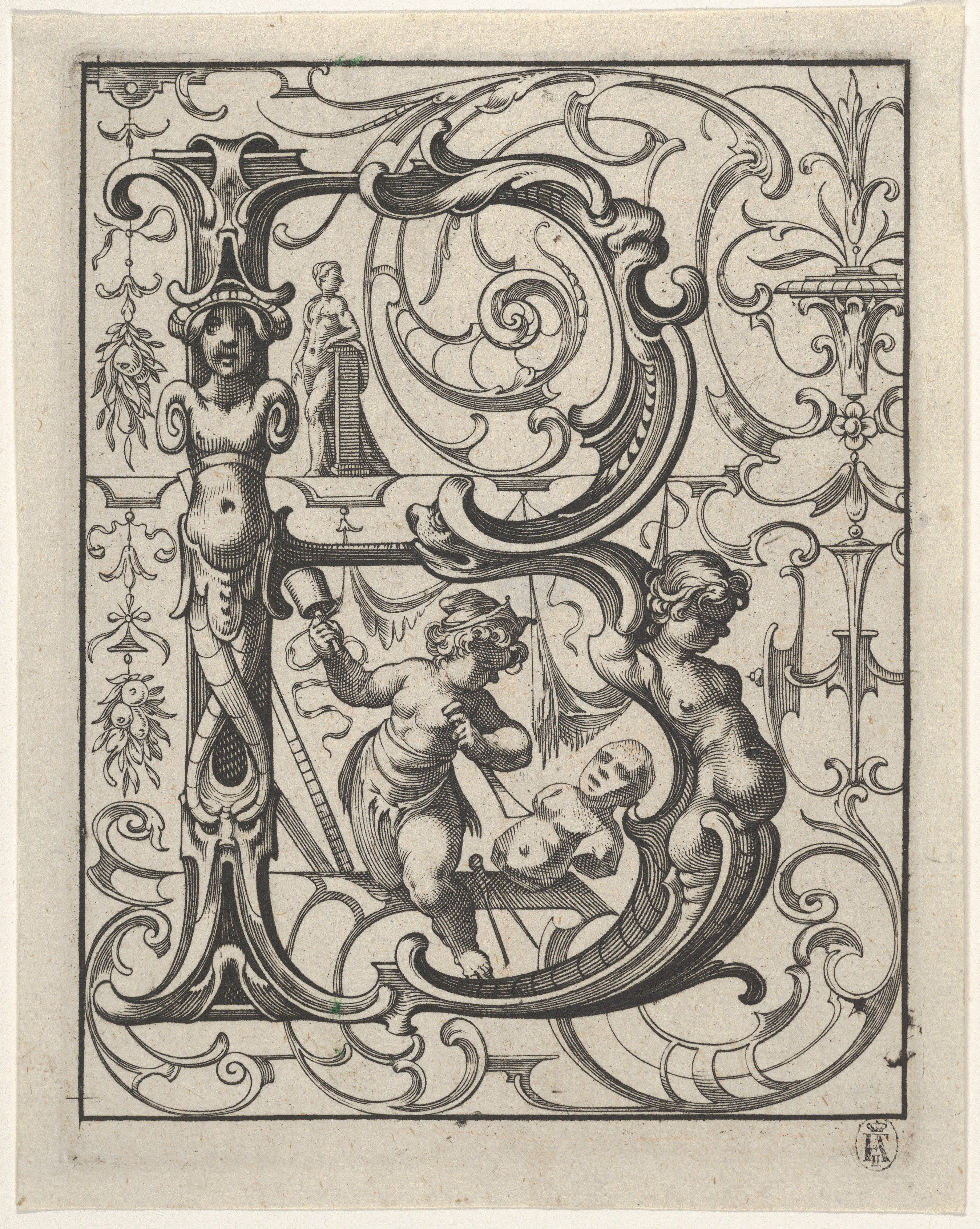
晚期文艺复兴或早期巴洛克艺术的字母B设计，开始于1627年

罗马⟨B⟩源自希腊字母大写beta ⟨⟩且经由其伊特拉斯坎字母与库迈变体产生。而此希腊字母修改自腓尼基字母bēt ⟨⟩.埃及圣书体中的辅音/b/[[:Pr (象形文字)|⟨  ⟩]]的图像，但bēt（腓尼基语中的“房子”）为原始西奈字母字形的修改形式 ⟨  ⟩，并且可能改写自意为“房子”的象形文字Pr ⟨  ⟩。希伯来字母beth ⟨‎⟩ 是这一腓尼基字母的另一独立演化。
拜占庭时期，希腊字母 ⟨⟩的读音变为/v/，因此其在现代希腊语中读作víta（但仍写作）。西里尔字母ve ⟨⟩ 表示的发音与之相同，因此写作be ⟨⟩的修改形式被发展出以代表斯拉夫语族中的/b/.（现代希腊语仍缺少表示浊双唇塞音的字母并且使用二合字母/复辅音⟨⟩,mp从其他语言中音译这些声音。)
現代的小寫b源自於羅馬草寫體發展晚期，為抄寫員捨去大寫B較上面一圈後的產物。

## 在书写系统中的使用

### 英语
于英语中，⟨b⟩表示浊双唇塞音 /b/，例如在bib中。它有时也不发音。这一现象在以⟨mb⟩结尾的单词中发生得尤其多，例如在lamb和bomb中；它们其中的一些单词原本含有/b/音，但另一些则是被类推添加了字母⟨b⟩（参见英语辅音群语音史)。在debt, doubt, subtle及相关词中的⟨b⟩则是在16世纪作为词源拼写添加的，其目的为使这些词更像它们的拉丁语原型（debitum, dubito和subtilis）。
因为/b/为服从格林定律的音之一，英语及其它日耳曼语族中具有⟨b⟩的单词在其他印欧语系的同源词可能会发现读作⟨bh⟩, ⟨p⟩, ⟨f⟩或⟨φ⟩。一个例子是brother的不同同源词间的对比。它是英语中使用频率第七低的字母（仅次于V, K, J, X, Q和Z），使用频率约为1.5%。

### 其他语言
许多除英语外的其它语言用⟨b⟩表示浊双唇塞音。
在爱沙尼亚语、丹麦语、法罗语、冰岛语, 苏格兰盖尔语以及官话拼音中，⟨b⟩不代表浊辅音。与之相反，它代表清辅音/p/；而⟨p⟩则代表与两者都形成对比的长辅音/p:/（在爱沙尼亚语中）或送气音/ph/（丹麦语、法罗语、冰岛语, 苏格兰盖尔语以及拼音中）。在斐济语中，⟨b⟩代表前鼻化辅音/mb/；而在祖鲁语与科萨语中，它则代表内爆音/ɓ/，而其中二合字母⟨bh⟩代表/b/。芬兰语只在外来语中使用⟨b⟩。
芬兰语只在外来语使用B。
在塔塔尔语旧拉丁字母中，若B小写則写成ʙ，以避免与 Ь ь 混淆。

### 音标系统
在国际音标中，[b]被用于代表浊双唇塞音语音。在特定语言的语音转录系统中，/b/可能被用于代表弱辅音音位，而不一定是浊音，这与强辅音/p/（它可能有更强烈的送气、更大的紧度或更长的持续时间）形成了鲜明对比。

## 其他用法
B也是一个音符。在英语世界中，它代表Si，以及建立在C之上的第十二个半音音阶。在中欧和斯堪的纳维亚，“B”被用于表示B-flat (B♭)，而建立在C之上的第十二个半音音阶则被命名为“H”。“b”的古老形式b quadratum（方形b, ♮）以及b rotundum（round b, ♭）于音乐记谱法中被分别用于表示还原号和降号。
在簡約（2年级）英文點字中，若B單獨使用則代表but（只有）。
在计算机科学中，B代表字节，一种信息储存单位。
在工程学中，B代表分贝，一种级别。
在化学中，B代表硼，一种化学元素。
B血型表情符号（🅱️）在2010年被加入Unicode6.0并在2018年字母被替换成表情符号时成为一个流行网络模因。
中国网络用语中表达“家伙”，“……的人”“女性生殖器官”的意思，前接形容词搭配使用，通常含贬义，詳見屄。

## 相关字符

### 祖先、衍生及姊妹字符
- 𐤁：闪语字母Bet，下述符号的本源。
- Β β：希腊字母Beta，拉丁字母B的来源。
- Ⲃ ⲃ：科普特字母Bēta，源自希腊字母Beta。
- В в：西里尔字母Ve，同样源自希腊字母Beta。
- Б б：西里尔字母Б，也同样源自希腊字母Beta。
- ʙ：小型大写字母B（英语：ʙ），于罗马化过程中被用作许多字母系统中的小写字母B。
- 𐌁：古意大利字母B，源自希腊字母Beta。
- ᛒ：卢恩字母Berkanan（英语：Berkanan），可能源自古意大利字母Beta。
- 𐌱：哥特字母bercna，源自希腊字母Beta。
- 国际音标中与B相关的特定字符：ɓ、ʙ、β
- 带附加符号的B：Ƀ ƀ Ḃ ḃ Ḅ ḅ Ḇ ḇ Ɓ ɓ ᵬ[8] ᶀ[9]
- Ꞗ ꞗ：华饰的b
- Ƃ ƃ : 顶部带横条的B
- ב : 希伯來字母Bet

### 衍生连字、缩写、标识及符号
- ␢：U+2422 ␢ 空格符号
- ฿：泰铢
- ₿：比特币
- ♭：音乐中的降号，如上文所述，其与小写“b”极其类似。

## 字符编码
|               | B             | B             | b             | b             |
| ------------- | ------------- | ------------- | ------------- | ------------- |
| Unicode名称   | 拉丁字母大写B | 拉丁字母大写B | 拉丁字母小写B | 拉丁字母小写B |
| 编码          |               |               |               |               |
| Unicode       | 42            | U+0042        | 62            | U+0062        |
| UTF-8         | 66            | 42            | 98            | 62            |
| UTF-16        | 66            | 0042          | 98            | 0062          |
| 字符值引用    | &#66;         | &#x42;        | &#98;         | &#x62;        |
| EBCDIC family | 194           | C2            | 130           | 82            |
| ASCII 1       | 66            | 42            | 98            | 62            |

1 也适用于基于ASCII的编码，例如DOS、Windows、ISO-8859及Macintosh家族编码。

## 其他表示法
| 北约音标字母 | 摩尔斯电码 |
| Bravo        | –···       |

|            |      |              |              | ⠃    |
| 國際信號旗 | 旗語 | 美国手语字母 | 英国手语字母 | 盲文 |